# Karel Šlachta
Karel Šlachta (* 17. prosince 1941, Třebíč) je český architekt a designér.

## Biografie
Karel Šlachta se narodil v roce 1941 v Třebíči, v roce 1964 vystudoval architekturu v ateliéru Antonína Kuriala, Evžena Škardy a Františka Doubravy na Stavební fakultě VUT v Brně. Od roku 1964 do roku 1971 působil na pozici podnikového architekta v Interhotelu v Bratislavě a následně začal pracovat jako samostatný architekt ve svobodném povolání. V roce 1987 se věnoval stavbě Střediska SVFÚ v Bánské Štiavnici, mezi lety 1992 a 1993 stavbě Centra VÚB v Bratislavě a později i dalším veřejným stavbám na Slovensku.
Věnoval se také interiérovému a nábytkovému designu.